# Мостова (Кушвинський міський округ)
Мостова́ (рос. Мостовая) — присілок у складі Кушвинського міського округу Свердловської області.
Населення — 71 особа (2010, 102 у 2002).
Національний склад станом на 2002 рік: росіяни — 96 %.